# Viaduc des Arts
Le viaduc des Arts désigne un ensemble d’ateliers des métiers d’art regroupés dans une construction unique à Paris (dans le 12e arrondissement) qu’était l’ancien viaduc de Paris construit en 1859, par les concepteurs Émile Vuigner et Albert Bassompierre-Sewrin, pour soutenir la voie de chemin de fer de la ligne de Vincennes, reliant l'ancienne gare de Paris-Bastille, située place de la Bastille, à Vincennes, le long de l’actuelle avenue Daumesnil.

## Historique

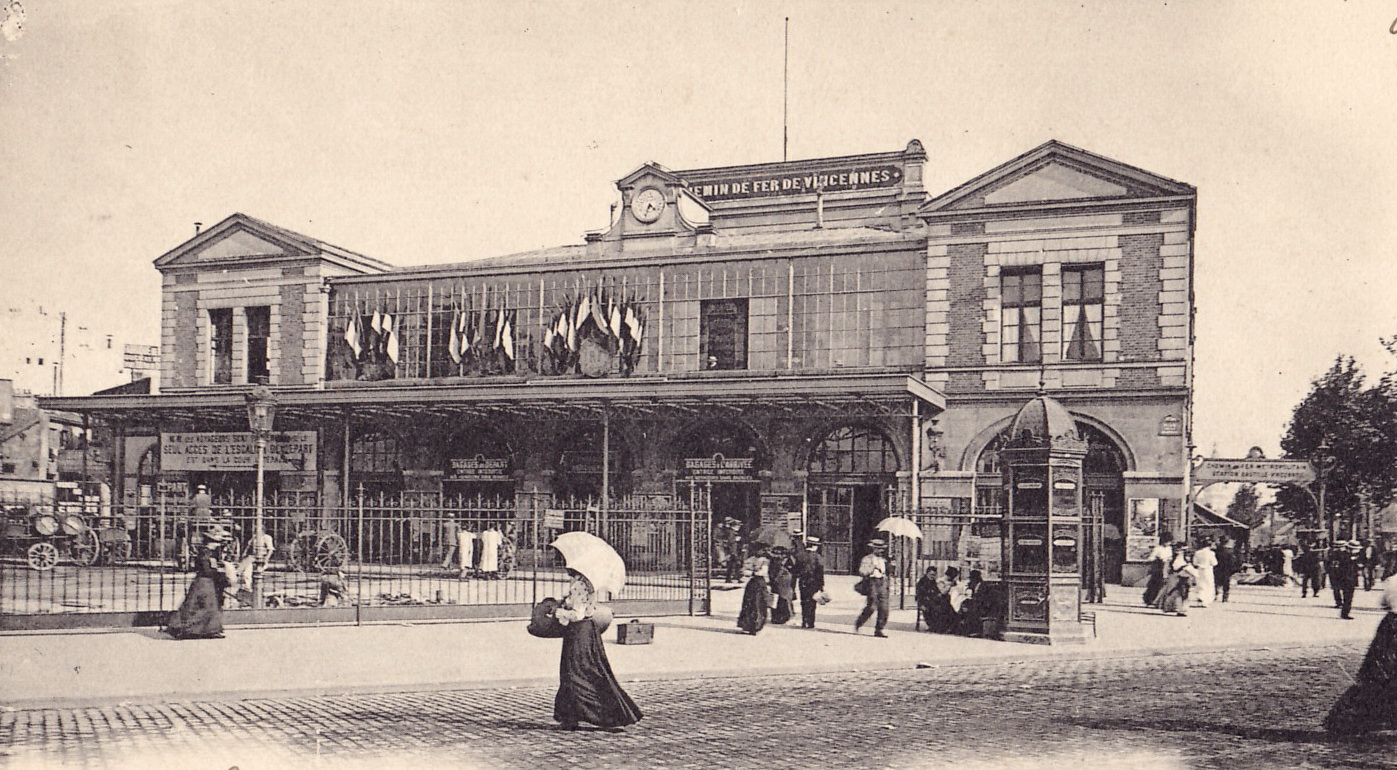
La gare de Vincennes, place de la Bastille (fin XIXe siècle).

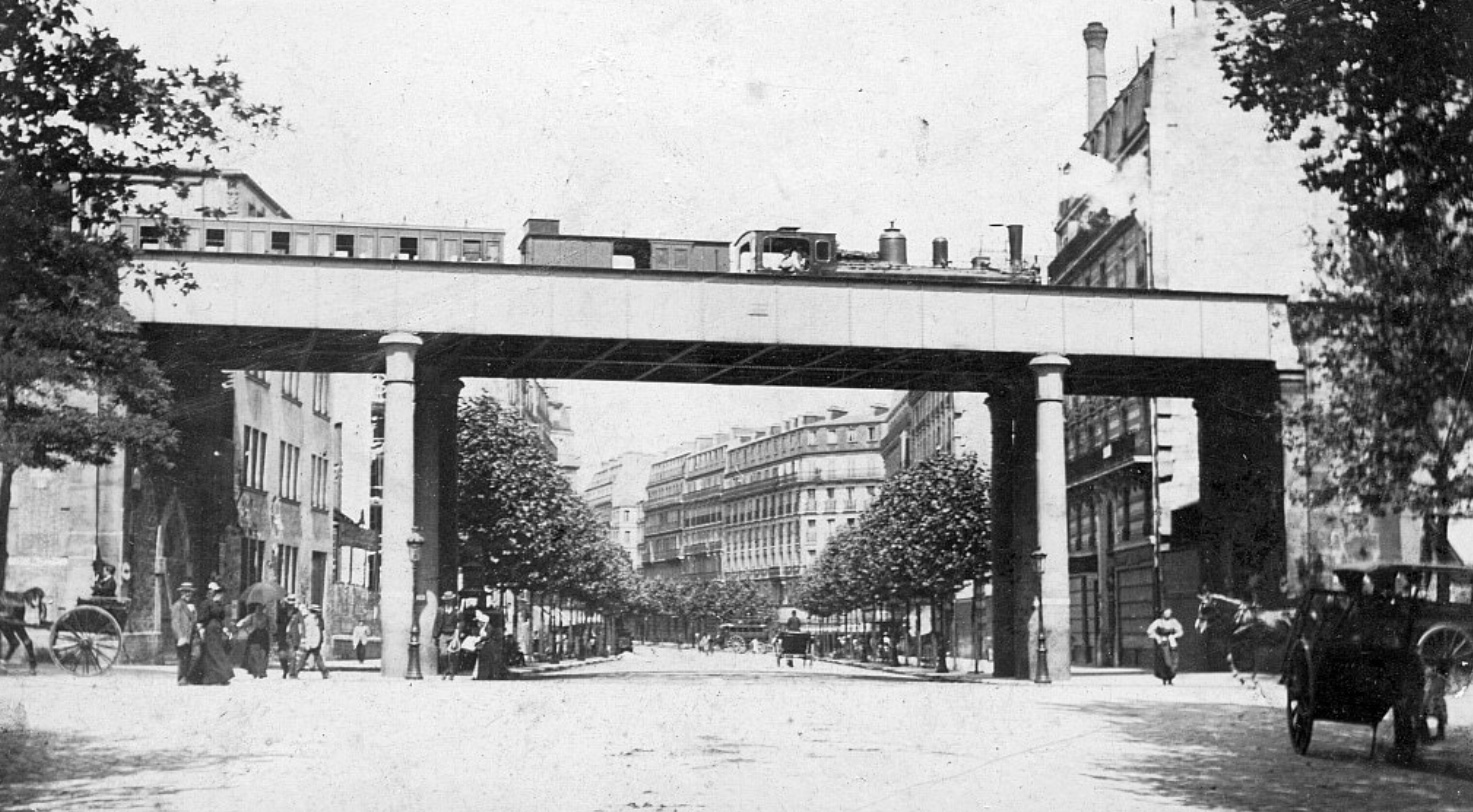
Train sur le viaduc au niveau de l'avenue Ledru Rollin (fin XIXe siècle).

La section parisienne de la ligne de la ligne de Vincennes est fermée en 1969. La gare de la Bastille est détruite en 1984 afin de permettre la construction de l'opéra Bastille. En 1990, la mairie de Paris, dirigée par Jacques Chirac, décide de réhabiliter les vestiges de la ligne de Vincennes, laissés à l’abandon depuis la fermeture de la ligne, en rénovant chacune des voûtes du viaduc afin de les transformer en un nouveau conservatoire parisien de l’artisanat d’art. 
Le viaduc, fait de briques roses et de pierres de taille, est restauré par la SEMAEST (une des sociétés d'économie mixte de Paris) avec le concours de l’architecte Patrick Berger, qui clôt chacune des voûtes par de grandes verrières cintrées de bois clair. 
Au-dessus, en lieu et place de l’ancienne voie de chemin de fer, se déroule une promenade plantée, faisant partie de la coulée verte René-Dumont qui relie la place de la Bastille au bois de Vincennes. L’aménagement du viaduc des arts se termine en 1994 et permet l’implantation des différents ateliers, adossés maintenant au faubourg Saint-Antoine, haut-lieu historique de l’artisanat mobilier français.
Chaque voûte accueille un atelier ou un magasin d'art ouvert sur la rue et propose aux passants de découvrir plus de cinquante artisans d’art et des créateurs originaux. Rapidement, les Parisiens adoptèrent cette ancienne friche ferroviaire pour en faire un lieu privilégié des flâneries de fin de semaine. 

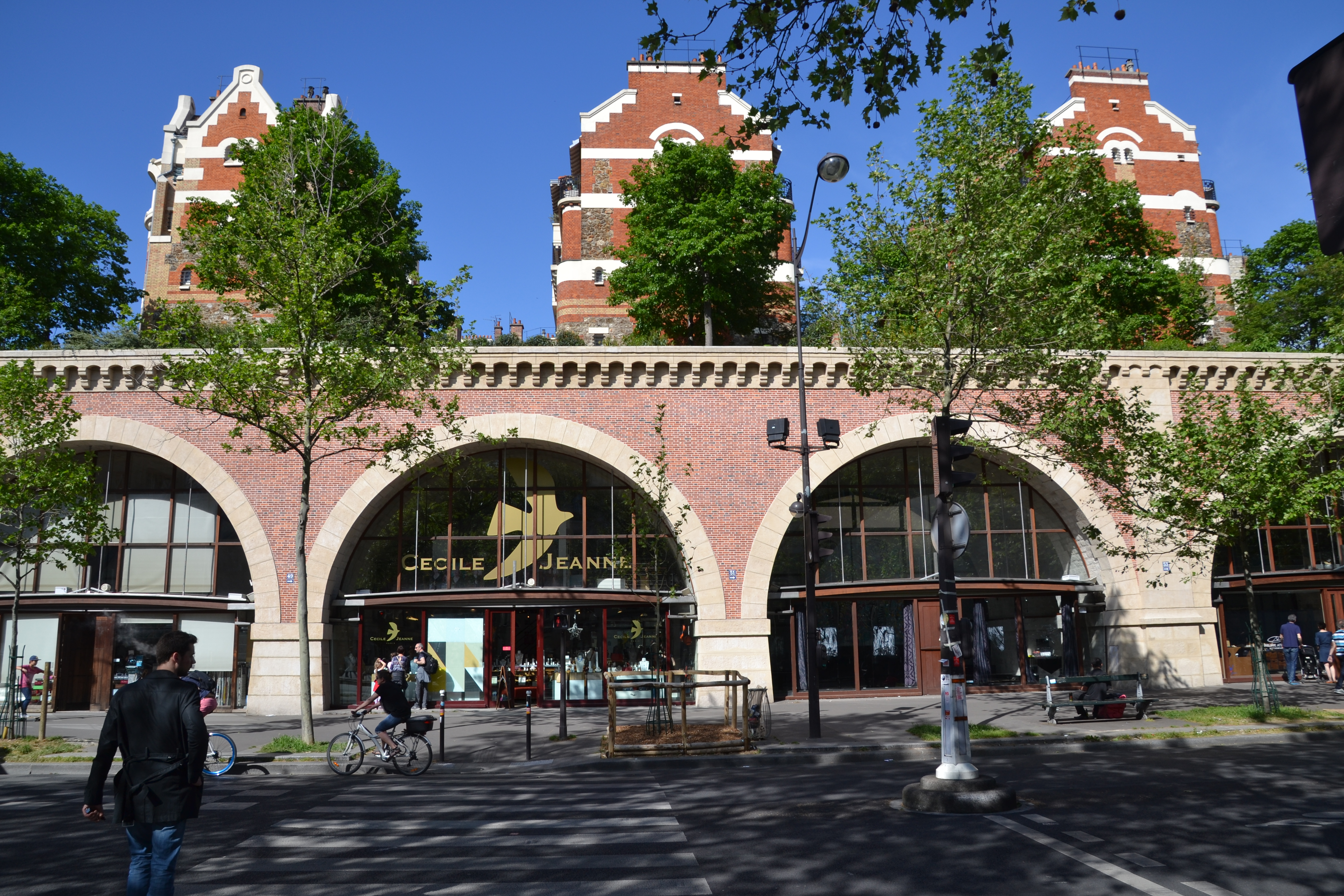
Vue du Viaduc.
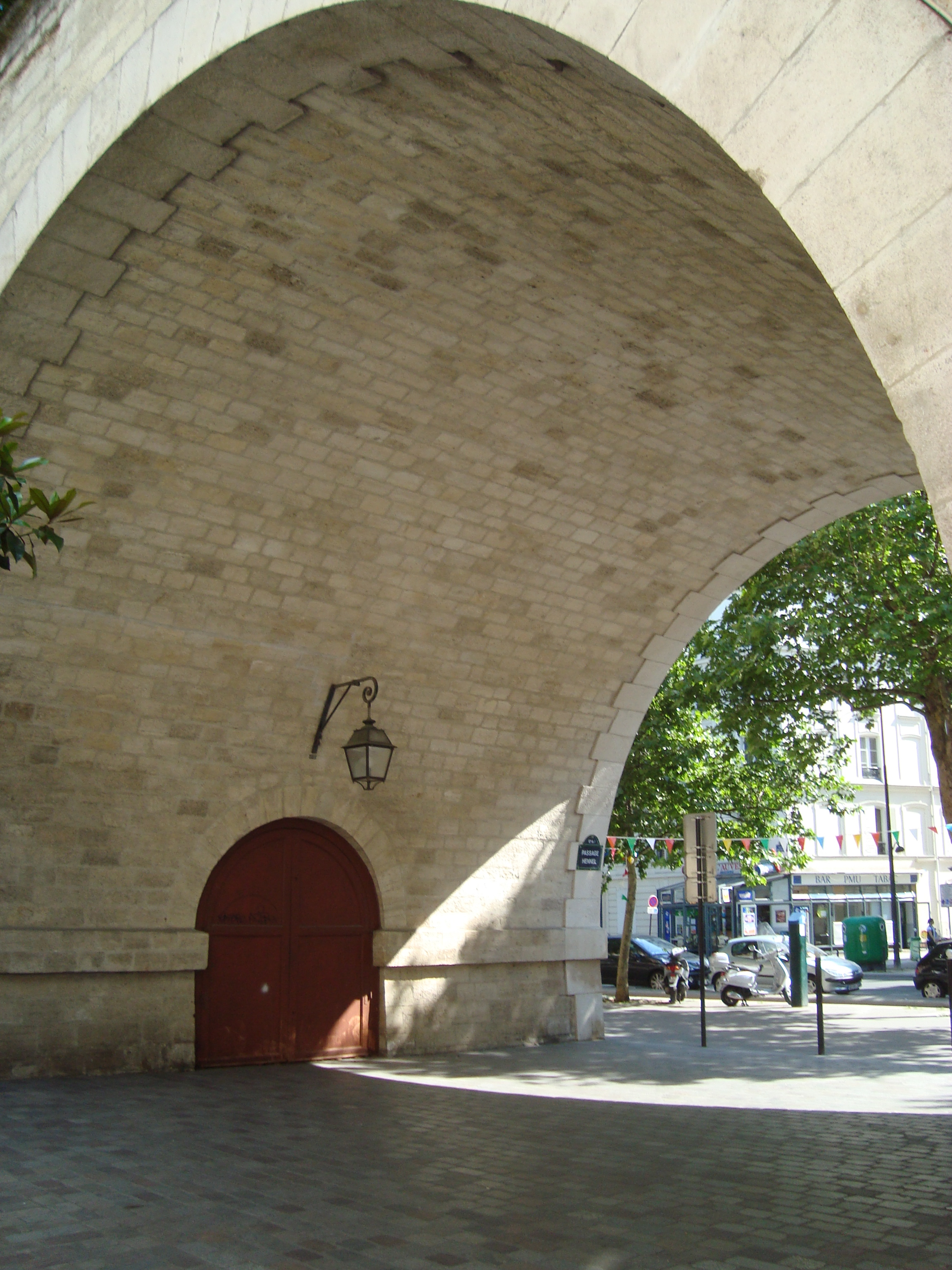
Passage Hennel, pour les piétons.
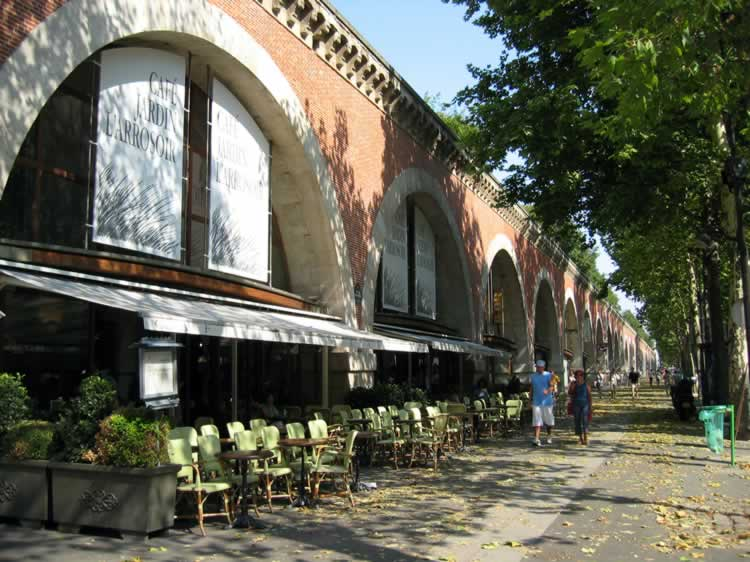
Un restaurant au pied du Viaduc.
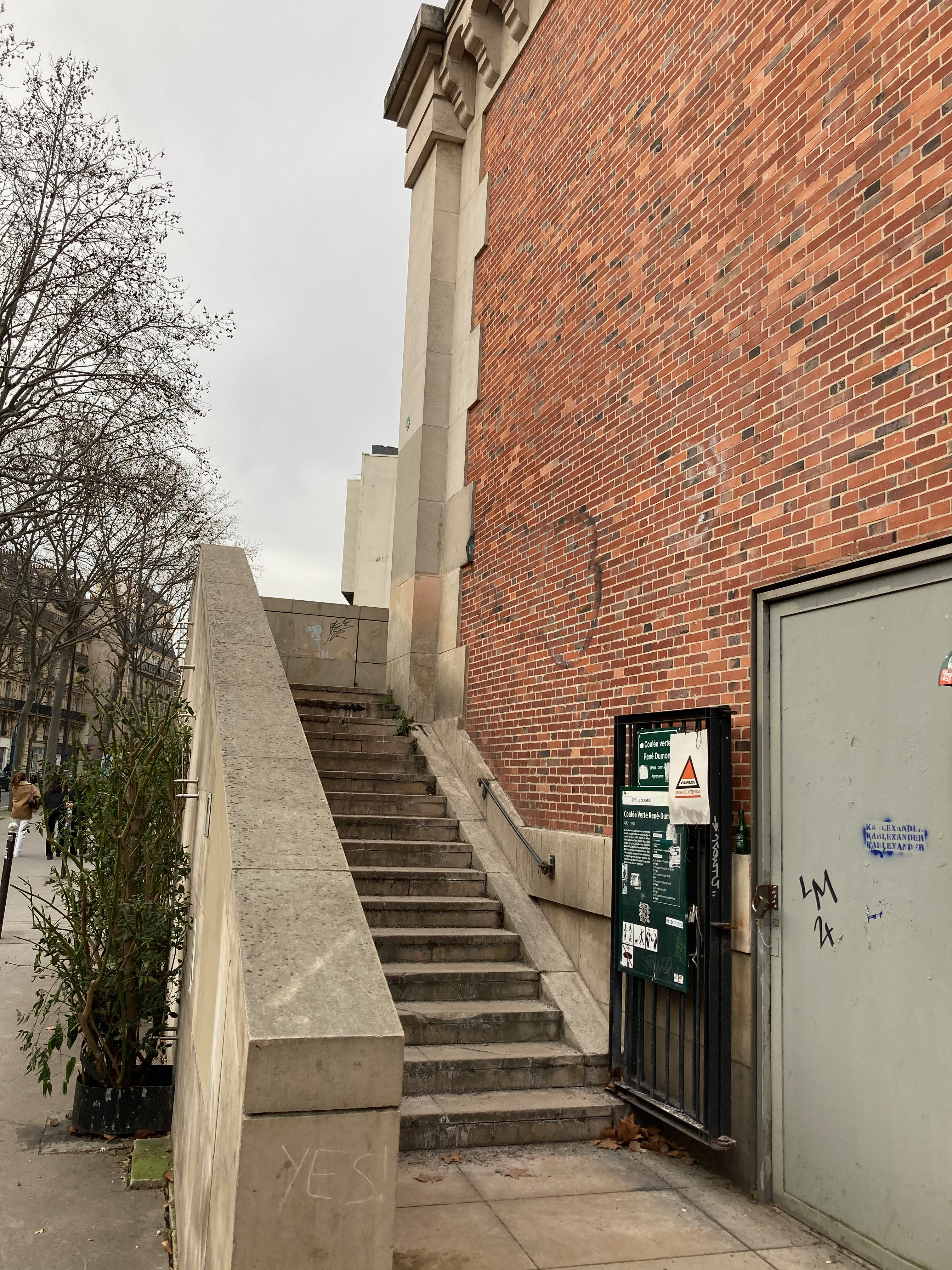
Escalier au début du Viaduc à la rue de Lyon.
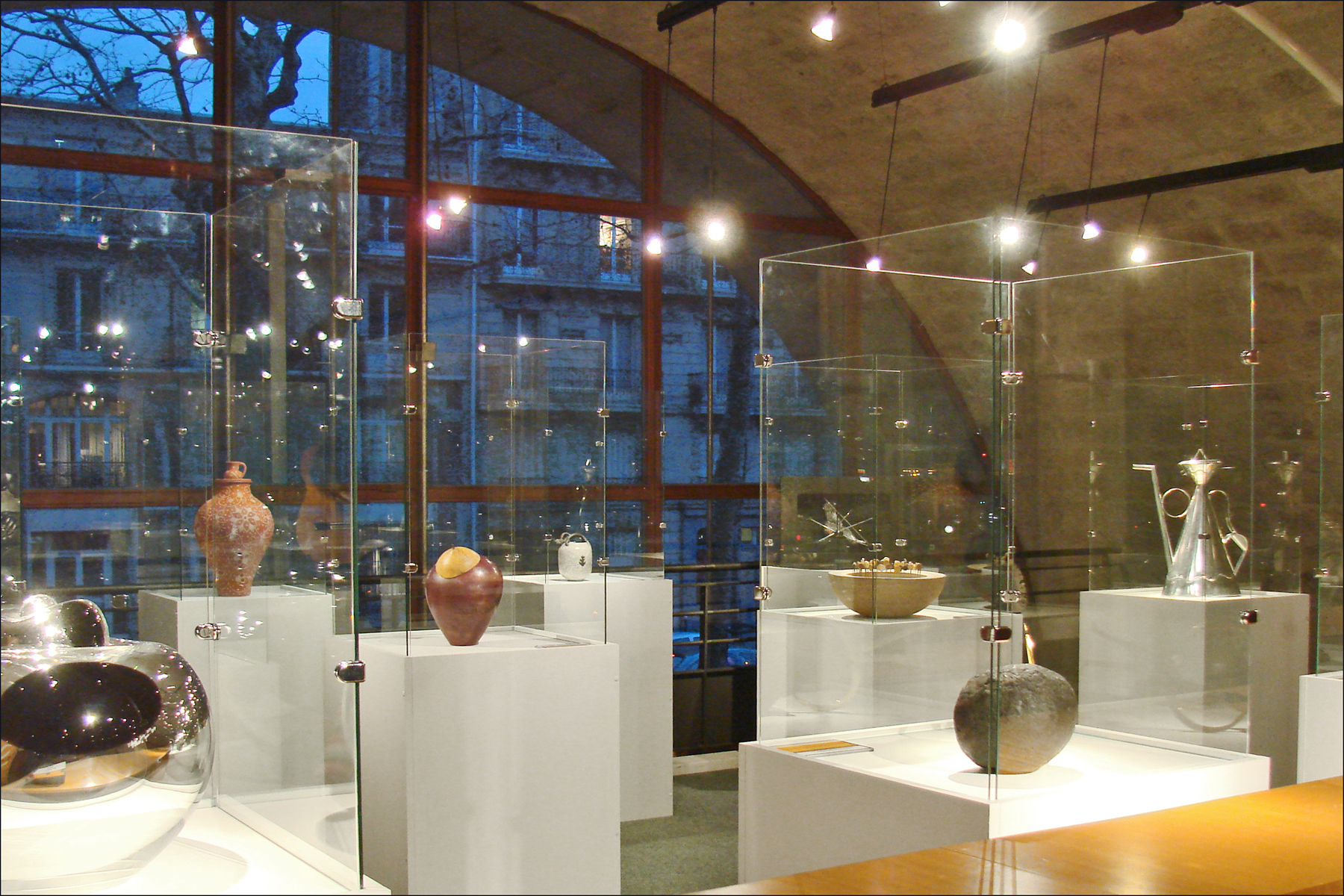
Intérieur d’une arche.

## Liste partielle des ateliers d'art
- Atelier Le Tallec – Décoration sur porcelaine peinte à la main (1994-2015)
- Atelier Maurice Dupont – Création, restauration, fabrication d'instruments à cordes et d'accessoires liés à la pratique de la musique
- Bicloune - Atelier de réparation / restauration de vélos. Vente de tous types de vélos. Fondé en 1982, implantation sous le Viaduc des Arts en 2016.
- Design by Jaler – Maison d'Art Contemporain. Vente d'objets d'art.
- Silka Design Tzuri Gueta – Création et fabrication de bijoux en textile et silicone
- Ateliers du Temps Passé – Restauration de tableaux et d'objets d'art polychromes
- Aurélie Cherell – Création de mode féminine en prêt-à-porter et en sur mesure ainsi que des robes de mariée
- Créations Cherif – Création et réalisation de design contemporain
- Atelier Michel Fey –  Gainerie d'ameublement et dorure sur cuir
- Tissus Malhia Kent – Création et fabrication de tissus pour la haute couture internationale
- Aisthesis – Ébénisterie d'art, fabrication et restauration de mobilier et objets d'art. Spécialiste du galuchat
- Atelier Guigue Locca – Restauration et création de meubles et objets peints
- Le Bonheur des Dames - Création et fabrication d'ouvrages de broderie (jusqu'en 2013)
- Mon Lit et Moi – Création et fabrication de literies. Spécialiste du matelas en laine à l'ancienne[3]
- Verrerie de l'Opéra – Création d'objets contemporains en verre soufflé
- Roger Lanne Luthier – Création et restauration de violons et violoncelles
- Atelier du cuivre et l'argent – Orfèvrerie, dinanderie
- Le Prince du Sud – Création et fabrication d'objets en passementerie
- Matières – Peinture décorative en trompe-l'œil et ferronnerie d'art
- Parasolerie Heurtault – Création, restauration, location de parapluies, parasols et ombrelles
- Pleyel – Restauration des pianos français Pleyel, Érard et Gaveau

## Accès
Le viaduc des Arts est principalement accessible par les lignes de métro 1, 5 et 8 à la station Bastille, les lignes de métro 1 et 14 à la station Gare de Lyon et 8 à la station Montgallet. 